# Marianito Roque
Marianito D. Roque (8 december 1954) is een Filipijns politicus.
Roque werd op 14 april 2008 benoemd als minister van Arbeid en Werk in het kabinet van president Gloria Macapagal-Arroyo.
Roque vervulde de functie van minister van Arbeid en Werk reeds sinds 24 maart toen hij ad-interim werd aangesteld als de opvolger van Arturo Brion die op zijn beurt op 17 maart was benoemd als rechter in het Filipijnse hooggerechtshof.